# Elizabeth Keckley

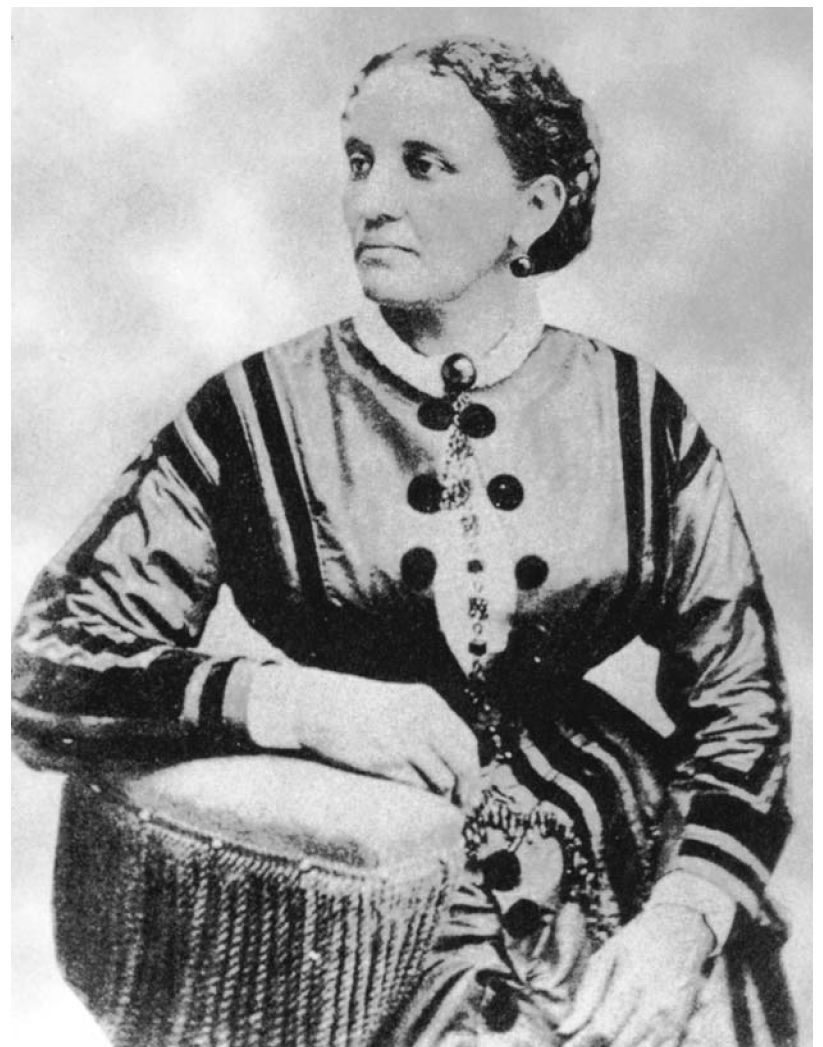
Elizabeth Keckley um 1870

Elizabeth Keckley (auch Keckly) (* Februar 1818 in Dinwiddie Court House, Virginia; † 26. Mai 1907 in Washington, D.C.) war eine US-amerikanische Schneiderin und Autorin. Ursprünglich eine Sklavin, gelang es ihr im Alter von 30 Jahren, sich selbst und ihren Sohn freizukaufen. Als Schneiderin machte sie sich rasch einen Namen unter den Ehefrauen hochrangiger, amerikanischer Politiker und wurde schließlich die Modistin und enge Vertraute der Präsidentengattin Mary Lincoln. Zusätzlich gründete sie Hilfsvereine für ehemalige Sklaven. Nach dem Ende des Sezessionskriegs und der Ermordung des Präsidenten Abraham Lincoln veröffentlichte Keckley im Jahr 1868 ihre Autobiografie Behind the Scenes. Or, Thirty Years a Slave, and Four Years in the White House, die zum Teil ihre Erinnerungen an die Sklaverei und zum Teil ihr Leben mit der Familie Lincoln beschreibt. Obwohl die Autobiografie zu Keckleys Lebzeiten unterdrückt wurde und keinen Erfolg hatte, wird sie auch heute noch als Quelle für das Familienleben der Lincolns benutzt.

## Leben

### Kindheit und Jugend

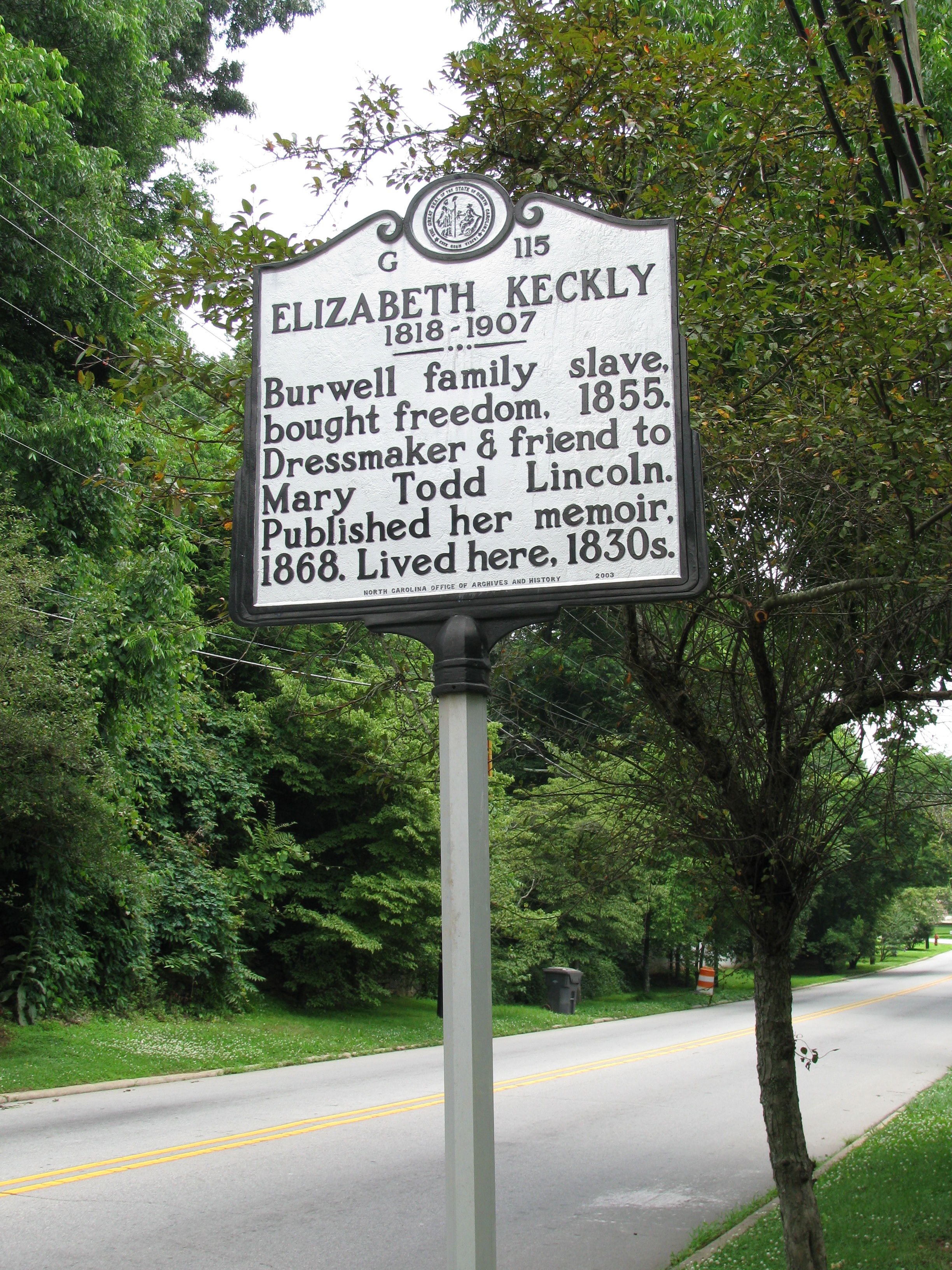
Gedenktafel für Elizabeth Keckley in Hillsborough, North Carolina

Elizabeth wurde im Februar 1818 in Dinwiddie Court House, Virginia, als Tochter der afroamerikanischen Sklavin Agnes Hobbs geboren. Das genaue Datum ist unbekannt, da es nicht üblich war, die Geburtstage von Sklaven aufzubewahren. Ihre Mutter war mit George Pleasant verheiratet, dem Sklaven eines Nachbarn, der seine Familie nur zu Ostern und Weihnachten sehen durfte. Agnes Hobbs’ Aufgabe im Haushalt ihrer Herrschaften war u. a. Schneiderei und Elizabeth ging ihr dabei zur Hand, sobald sie alt genug war. Die Kenntnisse, die sie sich hier erwarb, sollten ihr später zu ihrer Karriere verhelfen. Ihre Eltern wurden schließlich für immer getrennt, als Pleasants Herr in den Westen zog und seinen Sklaven mit sich nahm. Obwohl sie in ihrer Autobiografie Pleasant als ihren Vater bezeichnete, gab sie später an, dass ihr Herr, Colonel Armistead Burwell, ihr Vater sei, was möglicherweise erklärt, warum sie von Zeitgenossen als recht hellhäutig bezeichnet wurde. Ebenso könnte es ein Grund für die Härte ihrer Herrin gegen Elizabeth und Agnes gewesen sein.
Im Alter von vier Jahren wurde Keckley mit der Pflege der neugeborenen Tochter ihres Herren, Elizabeth, betraut und wurde das erste Mal in ihrem Leben ausgepeitscht, als sie versehentlich die Wiege so stark schaukelte, dass das Baby herausfiel. Wie andere Sklaven erlebte sie Trennungen von versklavten Familien und ihr Onkel beging eher Selbstmord, als seinem Herren den Verlust von landwirtschaftlichen Geräten zu gestehen. Im Alter von vierzehn Jahren wurde sie dem Haushalt des ältesten Sohnes Robert Burwell zugeteilt und vier Jahre später zog die Familie nach North Carolina. Dort wurde Keckley auf Betreiben ihrer Herrin wiederholt sowohl von Burwell als auch vom Schuldirektor Bingham ausgepeitscht, um „ihren hartnäckigen Stolz zu brechen“. Letztendlich blieb Keckley moralischer Sieger, da sich beide bei ihr entschuldigten und weitere Misshandlungen gegen sie und andere Diener einstellten.
Vier Jahre lang wurde sie zudem von dem Weißen Alexander Kirkland sexuell missbraucht, dessen Sohn George sie 1839 zur Welt brachte. Kirkland starb, als George anderthalb Jahre alt war. Jahre später, als Keckley nach dem Tod ihres Sohnes eine Rente für verwitwete Mütter gefallener Soldaten beantragte, gab sie an, dass ihr Besitzer sie mit Kirkland verheiratet hätte. Allerdings war Kirkland zum Zeitpunkt von Georges Geburt nachweislich mit Anne McKenzie Cameron verheiratet und in ihrer Autobiografie erzählt Keckley von schmerzlichen Erinnerungen an Kirklands „Nachstellungen“ und „niedrige Lüste“. Es ist daher möglich, dass sie lediglich behauptete, seine Ehefrau gewesen zu sein, um ihren Sohn zu legitimieren und die Rente zu erhalten.

### Karriere
Ihr Leben wandte sich zum Besseren, als sie im Jahr 1842 dem Haushalt Anne Garlands zugeteilt wurde, einer Tochter Colonel Burwells, und mit ihrer Familie nach St. Louis zog. Da die Familie in Geldnöten war, begann Keckley als Schneiderin zu arbeiten und verdiente für zwei Jahre den Unterhalt des achtzehnköpfigen Haushalts. Durch ihre Fähigkeiten, ihre harte Arbeit und ihr einnehmendes Wesen scharte sie bald einen treuen Kundenstamm um sich, hauptsächlich Damen aus den höheren Schichten der Stadt, aus deren Erzählungen Mary Lincoln das erste Mal von Elizabeth Keckley hören sollte. Während dieser Zeit begann James Keckley um sie zu werben, allerdings wies sie ihn zunächst ab, da sie fürchtete, mit ihm Kinder zu bekommen, und da die Kinder einer Sklavin automatisch selbst zu Sklaven wurden. Sie begann mit den Garlands um einen Preis für ihre Freiheit zu verhandeln in der Hoffnung, sich und ihren Sohn freikaufen zu können. Nach langem Zögern setzte Garland den Preis schließlich auf 1200 Dollar fest.
Da James Keckley Elizabeth versicherte, ein freier Schwarzer zu sein, und sie Hoffnung hatte, sich und ihren Sohn bald freikaufen zu können, heiratete sie ihn schließlich, wahrscheinlich im Jahr 1852. Nach der Hochzeit stellte sich allerdings heraus, dass er in Wahrheit selbst ein Sklave war. Keckley verlor später nur wenige Worte über das Zusammenleben mit ihrem Mann und erwähnte lediglich, dass sie acht Jahre mit ihm lebte und dass er „sich als Bürde erwies anstelle eines Gehilfen“. Neben ihrem Ehemann musste Keckley nach wie vor die Garlandfamilie finanziell unterstützen und somit blieb ihr kaum Geld für ihren Freikauf übrig. Nach Garlands Tod fasste sie schließlich den Entschluss, nach New York zu reisen und dort Spenden zu sammeln. Für die Reise benötigte sie jedoch sechs Bürgschaften für ihre Rückkehr. Die letzte hoffte sie von einem Bekannten namens Farrow zu erhalten, der ihr jedoch offen sagte, dass er nicht an ihre Rückkehr glaubte. In dieser Situation kamen ihr ihre Kundinnen zur Hilfe, die für sie 1200 Dollar sammelten. Mit dem Geld konnte Keckley sich und ihren Sohn im Jahr 1855 freikaufen, und da sie nach wie vor als Schneiderin arbeitete, konnte sie den Betrag bald zurückzahlen.

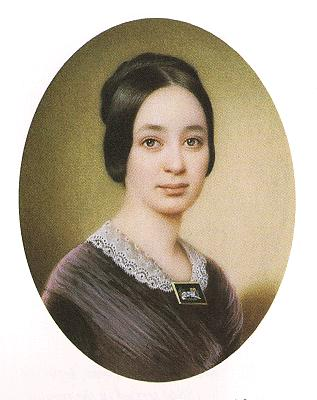
Varina Davis, Kundin Elizabeth Keckleys

Da ihr Mann ihr Geld verschwendete und viel trank, trennte sie sich im Jahr 1860 von ihm und zog in den Norden um. Nach einem kurzen Aufenthalt als Lehrerin für Schneiderei in Baltimore ließ sie sich im Sommer in Washington, D.C. nieder, wo sie wieder begann als Schneiderin zu arbeiten. Auch hier baute sie sich rasch einen treuen Kundenstamm auf und wurde im November als Modistin von Varina Davis eingestellt, der Ehefrau des Senators Jefferson Davis, des zukünftigen Präsidenten der Konföderierten Staaten von Amerika. Von ihr erfuhr Keckley schließlich, dass Krieg bevorstand, schlug jedoch nach einigem Überlegen das Angebot aus, die Familie Davis in den Süden zu begleiten. Kurz bevor sie abreiste, fertigte Keckley zwei Morgenmäntel für Varina Davis an, von denen sie einen denkwürdigerweise nach dem Krieg im Jahr 1865 auf einem Wohltätigkeitsverkauf in Chicago wieder fand. Angeblich, so die Legende, hatte Jefferson Davis ihn zu seiner Gefangennahme getragen.
Keckleys endgültiger Durchbruch kam, als sie ein Kleid für Mrs. Lee für den Empfang des britischen Prince of Wales schneiderte, des zukünftigen Eduard VII. Mrs. Lee empfahl sie anderen Damen, die ebenfalls an dem Empfang teilnahmen, und Keckley arbeitete fortan u. a. für Adele Cutts, Ehefrau von Stephen A. Douglas. Durch die höher bezahlten Aufträge hatte sie bald ein geregeltes Einkommen, allerdings wuchsen auch die Anforderungen ihrer Kundinnen. So wurde von ihr erwartet, auch kurzfristig und über Nacht Aufträge zu erledigen und dennoch hohe Qualität zu liefern. Als Gegenleistung für einen sehr kurzfristigen Auftrag empfahl eine Kundin Keckley an Mary Lincoln, kurz nachdem Abraham Lincoln zum Präsidenten gewählt worden war. Als neue First Lady benötigte Mary Lincoln eine Schneiderin für eine repräsentative Garderobe und wählte am 3. März 1861 Keckley aus insgesamt vier Bewerberinnen aus.

### Soziales Engagement
Obwohl Keckley auch nach ihrem Freikauf der Garlandfamilie und anderen Weißen aus dem Süden sehr freundschaftlich verbunden blieb, geht aus ihrer Autobiografie hervor, dass sie die Institution der Sklaverei als Unrecht betrachtete. Sie bezeichnete Sklaven als „Millionen, die in hoffnungsloser Knechtschaft gefangen sind, gefesselt und gebunden mit stärkeren und schwereren Ketten als eisernen Handschellen“ und besonders das Schicksal ihres Sohnes führte ihr lebhaft vor Augen, wie willkürlich Sklaverei insbesondere im Fall von Mischlingen gehandhabt wurde. Sie selbst war mit hoher Wahrscheinlichkeit die Tochter eines Weißen und ihr Sohn hatte ebenfalls einen weißen Vater. Tatsächlich war er so hellhäutig, dass er für die Armee der Nordstaaten als weißer Soldat akzeptiert wurde. Dennoch hatte ihn der bloße Status seiner Mutter ursprünglich zur Sklaverei verdammt.

„In seinen Adern floß sowohl angelsächsisches als auch afrikanisches Blut; zwei Ströme mischten sich - der eine sang von Freiheit, der andere war stumm und mürrisch nach Generationen der Verzweiflung. Muss der Lebensstrom einer Rasse die andere Rasse in Ketten binden, so stark und beständig, als gäbe es den angelsächsischen Teil nicht? Nach dem Gesetz Gottes und der Natur, interpretiert durch den Menschen, war eine Hälfte meines Jungen frei und warum sollte nicht das weiße Geburtsrecht der Freiheit den Fluch der anderen Hälfte aufheben und sie in den hellen, freundlichen Sonnenschein der Freiheit erheben? Diese Fragen meines Herzens konnte ich nicht beantworten, obwohl es mich halb wahnsinnig machte und ich lernte menschliche Philosophie mit Misstrauen zu betrachten.“

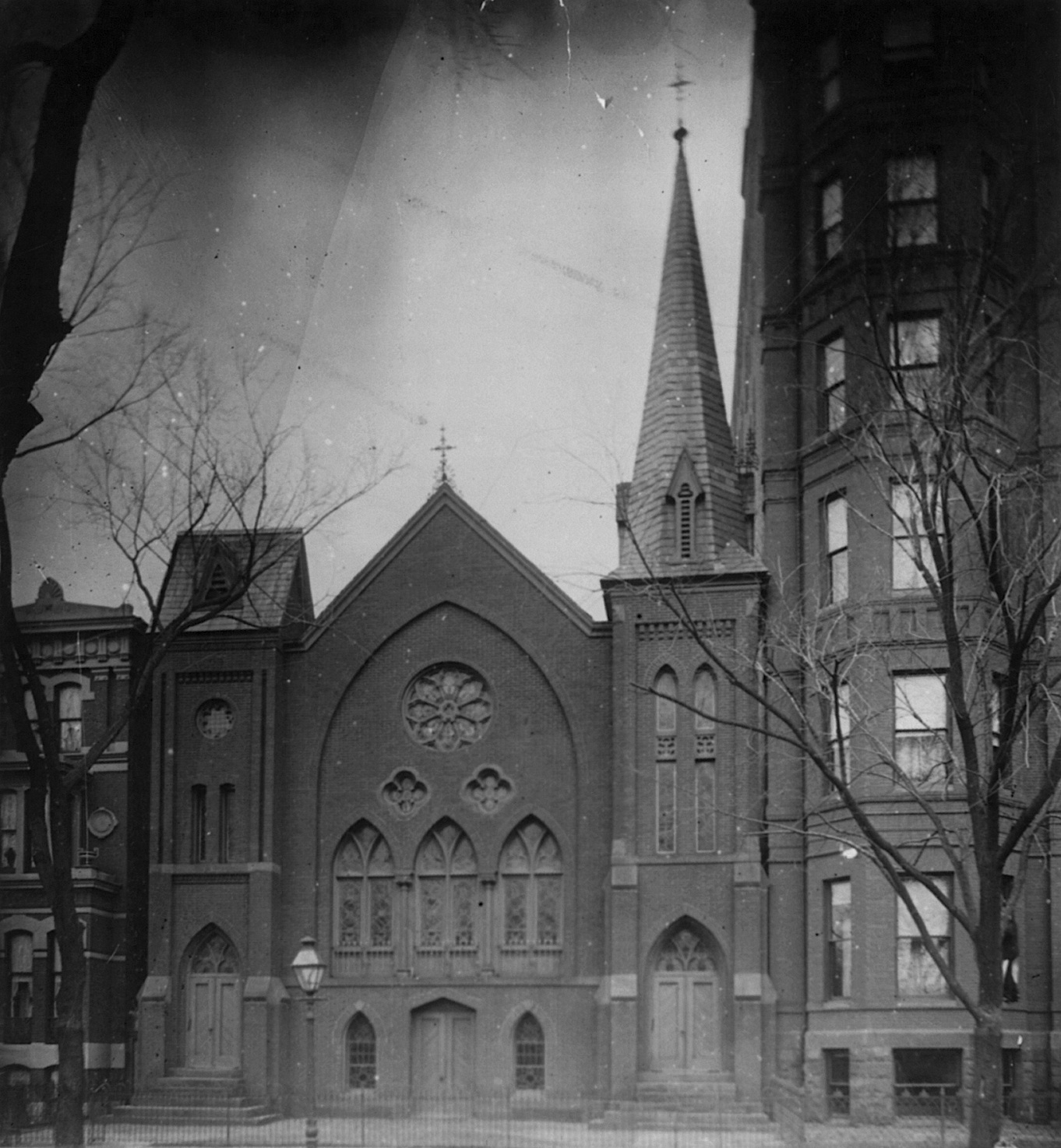
Fifteenth Street Presbyterian Church um ca. 1899

Ab 1862 begannen ehemalige Sklaven in den Norden zu strömen. Obwohl Lincoln seinen Offizieren keine Befugnis erteilt hatte, Sklaven zu befreien, argumentierten die Soldaten, dass Sklaven von der konföderierten Armee als Arbeitskräfte benutzt werden konnten, um Verschanzungen und Schützengräben zu bauen. Sklaven wurden daher offiziell nicht befreit, sondern beschlagnahmt als verbotene Ware, auf Englisch contrabands. Die wenigsten der Contrabands hatten Freunde oder Verwandte im Norden und viele blieben sich selbst überlassen, da die weiße Gesellschaft wenig Interesse zeigte, sie zu integrieren.
Keckley hingegen gehörte zur Elite der freien Afroamerikaner und befand sich in der Lage, anderen Schwarzen zu helfen. Sie war mit führenden afroamerikanischen Bürgerrechtlern befreundet, unter ihnen Frederick Douglass und Henry Highland Garnet. Inspiriert durch Benefizveranstaltungen zu Gunsten verletzter Soldaten fasste Keckley den Entschluss, von farbigen Sponsoren gestiftete Hilfsgesellschaften für die Contrabands zu organisieren. In der Fifteenth Street Presbyterian Church fand ihre Idee regen Anklang und die Contraband Relief Association wurde zwei Wochen später ins Leben gerufen, bestehend aus vierzig Mitgliedern. Die Kirche richtete die ersten öffentlichen Schulen für afroamerikanische Kinder ein, unter anderem die Colored Mission Sabbath School.
Einen Ausflug Mary Lincolns nach New York und Boston im September 1862 nutzte Keckley, um unter den freien Schwarzen der Städte Kontakte zu knüpfen und ihre Hilfe für die Organisation zu sichern. In Boston wurde ein Ableger der Organisation gegründet unter der Leitung der Ehefrauen des Pastors Leonard A. Grimes und des Geistlichen Martin. Von dort erhielten Keckley und die Organisation während des Krieges über achtzig Hilfssendungen, gestiftet von freien Schwarzen. In New York organisierte der schwarze Pastor Henry Highland Garnet ein Treffen in seiner Kirche und Frederick Douglass selbst half Keckley Geld zu sammeln und Vorträge zu Gunsten der Organisation zu halten. Über seine Kontakte erhielt die Contraband Relief Association auch Gelder aus Großbritannien. Auch Abraham und Mary Lincoln spendeten regelmäßig Geld. Ein Jahr nach ihrer Gründung wurde die Organisation umbenannt in Freedmen and Soldiers’ Relief Fund. Keckley selbst wurde Präsidentin der Organisation und behielt diese Position von der Gründung der Assoziation bis zum Erscheinen ihrer Autobiografie.

### Freundschaft mit Mary Lincoln
Obwohl böse Zungen Mary Lincoln als vulgär und ungebildet verunglimpften, fand Keckley, dass sie sich als First Lady anmutig und selbstbewusst verhielt. Die beiden Frauen wurden Freundinnen und Mary Lincoln nannte Keckley bald vertraulich „Lizabeth“. Allein im ersten Frühling als Mary Lincolns Modistin fertigte Keckley ca. fünfzehn Kleider für sie an. Besonders nahe kamen sich die beiden, als Lincolns Sohn Willie schwer erkrankte und Keckley seine Mutter bei seiner Pflege unterstützte. Als die Lincolns einen gesellschaftlichen Empfang nicht mehr absagen konnten, blieb Keckley am Krankenlager zurück. Willie starb wenige Tage später und Keckley half den Körper für die Beerdigung herzurichten, da Mary Lincoln vor Schmerz nahezu handlungsunfähig war. Auch Keckley hatte kurz zuvor ihren Sohn in der Schlacht am Wilson’s Creek verloren und Mary Lincoln versuchte sie über den Verlust zu trösten.

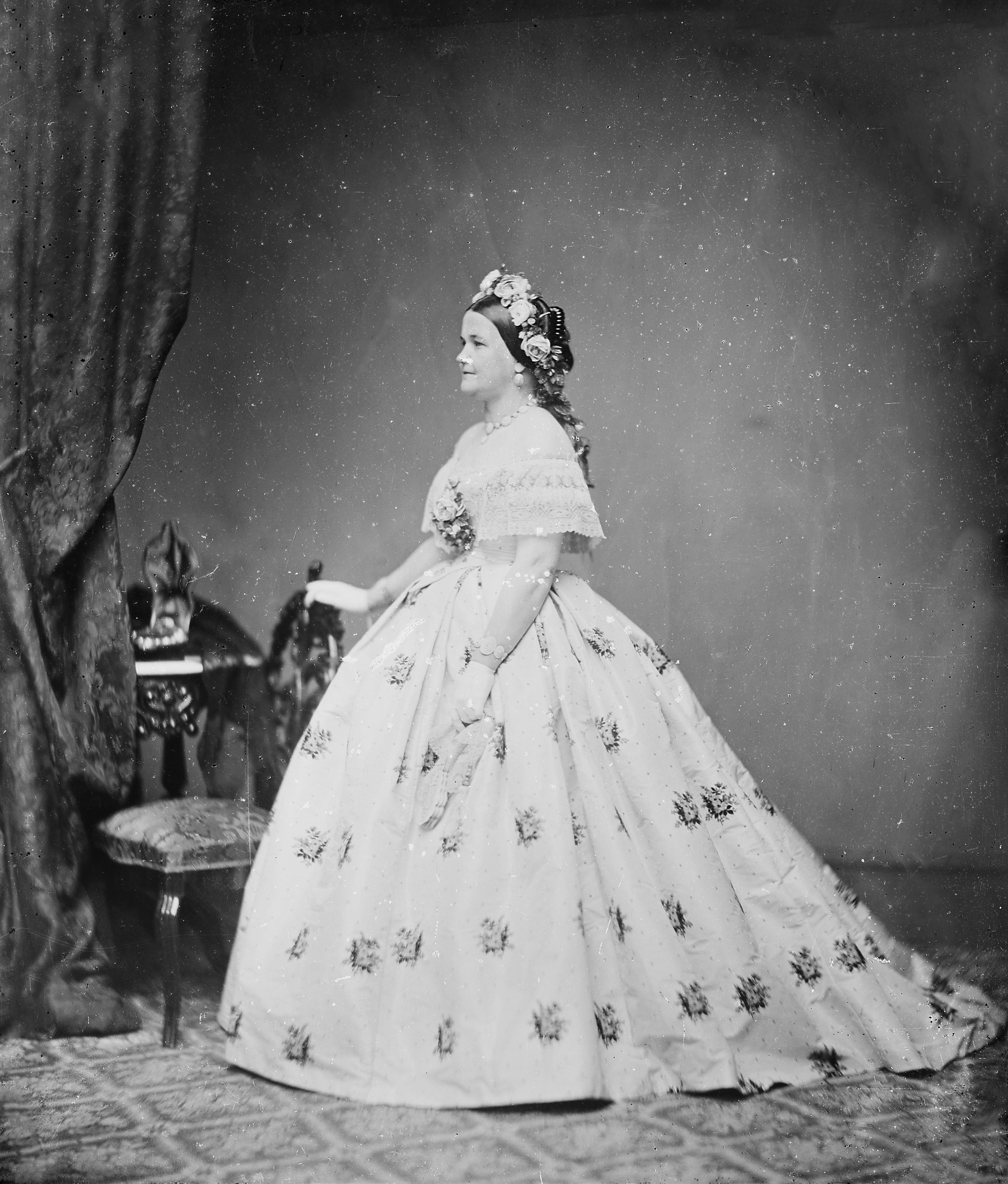
Mary Lincoln in einem von Elizabeth Keckley geschneiderten Kleid

Keckley verteidigte Mary Lincoln außerdem gegen den Vorwurf, heimlich mit dem Süden zu sympathisieren. Bei aller Vertrautheit zwischen den beiden Frauen bestand Keckley jedoch nach wie vor darauf, dass Mary Lincoln und andere Damen ihrer Schicht gesellschaftlich über ihr standen. „Mit ihrer Würde ist es eher vereinbar, nach mir zu senden und mich zu ihnen kommen zu lassen als dass sie kommen, um mich zu sehen.“ Keckley war zudem eine der wenigen Menschen, die von Mary Lincolns Schulden wussten. In ihrem Versuch, als würdige Repräsentantin aufzutreten, hatte die First Lady viele Kleider gekauft, die meisten von ihnen jedoch nicht bezahlen können. Im Jahr 1864 beliefen sich ihre Schulden bereits auf 27.000 Dollar, was in der heutigen Zeit etwa 420.000 Dollar entspricht.
Auch zu Abraham Lincoln baute Keckley ein freundschaftliches Verhältnis auf. Er lobte ihre Fähigkeiten als Schneiderin und unterhielt sich oft mit ihr, unter anderem über seine Ziegen. Da Keckley vor Empfängen Mary Lincoln beim Ankleiden und Frisieren half, kam es mitunter vor, dass der Präsident hereinkam und sie fragte: „Nun, Madam Elizabeth, können Sie mir für diesen Abend die Borsten bändigen?“ Keckley sollte nach seinem Tod seinen Kamm und seine Haarbürste als Erinnerungen erhalten. Kurz vor dem feierlichen Empfang anlässlich von Lincolns Wiederwahl beglückwünschte Keckley ihn, worauf er erwiderte: „Nun, Madam Elizabeth, ich weiß nicht, ob ich Dank empfinden soll oder nicht. Die Position bringt große Belastungen mit sich.“ Die Persönlichkeit des Präsidenten beeindruckte Keckley und sie erbat sich als Erinnerung Lincolns rechten Handschuh, den er beim ersten Empfang nach seiner zweiten Amtseinführung trug.

„Ich werde ihn in Ehren halten als kostbares Andenken an die zweite Inauguration des Mannes, der so viel für meine Rasse getan hat. Er war ein Jehovah für mein Volk, erhob es aus der Knechtschaft und lenkte seine Schritte aus der Dunkelheit ins Licht. Ich werde den Handschuh behalten und ihn der Nachwelt vermachen.“

Nach dem Fall der konföderierten Hauptstadt Richmond im April 1865 begleitete Keckley Mary Lincoln dorthin und konnte sich im Kongressgebäude in den Stuhl des gestürzten Präsidenten Jefferson Davis setzen. Nur wenig später, am 14. April, wurde Abraham Lincoln ermordet. Seine völlig gebrochene Witwe sandte sofort nach Keckley, die am Morgen nach dem Attentat bei ihr eintraf. Während der nächsten Tage zog Mary Lincoln sich völlig zurück und duldete lediglich ihre Kinder und Keckley um sich. Keckley vermutete später, dass Mary Lincoln wahrscheinlich beliebter gewesen wäre, wenn sie Besucher empfangen hätte, die ihr ihr Beileid aussprechen wollten.
Keckley half der völlig erschütterten Mary Lincoln dabei, ihre Sachen zu packen und das Weiße Haus für Lincolns Nachfolger Andrew Johnson zu räumen. Dabei erhielt sie Mary Lincolns Mantel und Hut, den die First Lady während des Attentats getragen hatte. Keckley spendete diese Sachen gemeinsam mit der Haarbürste, dem Kamm und dem Handschuh später zu Gunsten der Wilberforce University. Inzwischen waren Mary Lincolns Schulden auf 70.000 Dollar angewachsen (in der heutigen Zeit ein Betrag zwischen 864.000 und 1.220.000 Dollar) und die ehemalige First Lady befand sich in ernsthaften Schwierigkeiten, ihre Rechnungen zu bezahlen. Trotz Keckleys Widerspruch bestand sie darauf, dass ihre Freundin sie nach Chicago begleitete, obwohl es auch für Keckley finanzielle Schwierigkeiten bedeutete, da sie ihr Geschäft schließen musste. Keckley half Mary Lincoln und ihren Söhnen, sich in ihrem neuen Heim einzurichten, bevor sie schließlich nach Washington, D.C. zurückkehrte. Sie nahm ihr Geschäft wieder auf und nähte u. a. für Präsident Johnsons Töchter Martha und Mary. Auch besuchte sie im Jahr 1866 die Garlandfamilie, ihre ehemaligen Herrschaften.
Im März 1867 bat Mary Lincoln Keckley um Hilfe. Nach wie vor befand sie sich in Geldnot und sie hatte vor, die Kleider, die sie als First Lady getragen hatte, zu verkaufen, um ihre Situation zu verbessern. Zu diesem Zweck schlug sie ein Treffen in New York vor, um dort einen Händler für die Kleider zu finden. Keckley verbrachte Tage damit, Gebrauchtwarenhändler zu finden, allerdings kam kein Handel mit ihnen zustande. Schließlich folgte Mary Lincoln den Anweisungen der Firma Brady and Keyes, die ihre Kleider für eine Ausstellung benutzten, ein Schritt, den die Öffentlichkeit als hochgradig ungehörig empfand. Ihre Vorliebe für ausgeschnittene Kleider wurde verspottet und generell wurde sie als verschwenderisch betrachtet und verdächtigt, im Weißen Haus Korruption gefördert zu haben. Keckley versuchte zwar Richtigstellungen zu veröffentlichen, um Mary Lincolns Motive zu erklären, allerdings erzielte sie wenig Wirkung. Mary Lincoln zuliebe blieb Keckley in New York, musste jedoch Nähaufträge annehmen, um für ihren eigenen Unterhalt zu sorgen. Ihre Arbeitsräume befanden sich im Haus Amelia Lancasters, einer Kosmetikerin der New Yorker Elite, und neben dem Salon von Madam Ester, einer ebenfalls afroamerikanischen, berühmten Friseurin, die „die besten Leute der Stadt und Umgebung bediente“.

### Autobiografie

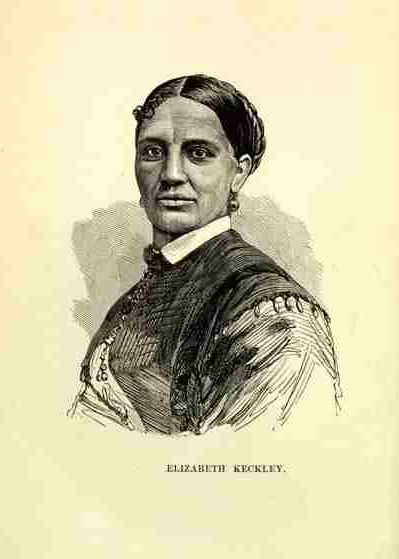
Gravur Elizabeth Keckleys aus ihrer Autobiografie

Im Jahr 1868 veröffentlichte Keckley ihre Autobiografie Behind the Scenes. Or, Thirty Years a Slave, and Four Years in the White House (zu deutsch: Hinter den Kulissen, Oder Dreißig Jahre eine Sklavin und vier Jahre im Weißen Haus). Durch Mary Lincolns missglückten Versuch, ihre Garderobe zu verkaufen, hatte Elizabeth Keckley viel Geld verloren. Ihr Geschäft hatte sie während dieser Zeit schließen müssen, um der First Lady tatkräftig zur Seite zu stehen. In ihrer angespannten finanziellen Situation konnte Lincoln ihr keine Entschädigung für ihre Dienste zahlen und Keckley war gezwungen, „am Tag mit der Nadel zu schuften und bei Nacht zu schreiben“. Neben der Geschichte ihrer Herkunft aus der Sklaverei behandelte das Buch auch Keckleys Leben mit der Familie Lincoln, insbesondere ihre Freundin Mary Lincoln, deren Motivation für den Verkauf ihrer Garderobe sie zu erklären versuchte.
Es ist umstritten, ob Keckley das Buch tatsächlich selber schrieb oder ihre Erinnerungen diktierte. Einem Zeugen zufolge soll Keckley James Redpath ihre Geschichte erzählt haben und er formulierte sie aus, wobei sie die fertigen Texte zur Einsicht bekam. Dennoch besteht kein Zweifel daran, dass Keckleys Erzählung authentisch ist, da sich die meisten Begebenheiten auch in anderen Quellen finden. Eigenen Angaben zufolge versuchte Keckley mit der Veröffentlichung des Buches Sympathie für Mary Lincoln und ihre verschlechterten Lebensumstände zu gewinnen. Auch versuchte sie mit den Einnahmen Mary Lincoln finanziell zu unterstützen. Keckley hatte ihre Bemühungen, ihre Garderobe zu verkaufen, unterstützt und war daran interessiert, auch ihren eigenen Ruf wiederherzustellen. James Redpath brach jedoch sein Versprechen, Mary Lincolns Briefe vertraulich zu behandeln, und veröffentlichte sie im Anhang des Buches. Es ist unklar, ob er wissentlich oder aus Inkompetenz so handelte.
In jedem Fall verursachte die Autobiografie einen Skandal. So betrachtete die ehemalige First Lady die Veröffentlichung ihrer Briefe als Vertrauensbruch und Bloßstellung und ihr Sohn, Robert Todd Lincoln, versuchte die Verbreitung des Buches zu unterbinden. Obwohl das Buch keine große Auflage und Verbreitung hatte, wurde es in vielen amerikanischen Zeitungen erwähnt. So bezeichnete es der New York Commercial Advertiser als „literarischen Donnerschlag“ mit erschreckenden Informationen über das Weiße Haus. Kritiker nannten Keckley eine „verräterische Kreatur“, die sich in „Hintertreppenklatsch“ erging. Als mögliche Gründe für diese Feindseligkeiten werden Keckleys Versuch, mit dem Buch Geld zu verdienen, angegeben, sowie der Vorwurf, sie hätte die Regeln für die Interaktion zwischen schwarzen und weißen Frauen verletzt. Die Veröffentlichung kostete sie viele Kunden und die Freundschaft mit Mary Lincoln.

### Die letzten Jahre

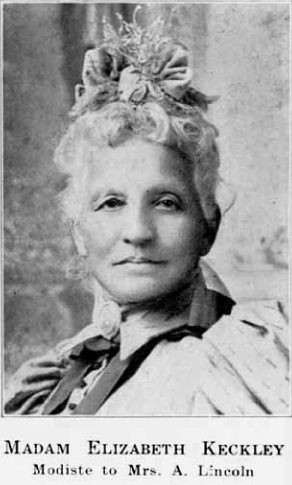
Elizabeth Keckley um ca. 1890

Nach der Veröffentlichung ihrer Autobiografie versuchte Keckley ihr Geschäft im Distrikt Columbia wieder aufzunehmen, doch ihre Beliebtheit hatte stark gelitten. Aus diesem Grund lebte sie sehr zurückgezogen, weshalb nur wenige Fakten über ihre letzten Jahre bekannt sind. So fertigte sie um 1870 eine Decke an, angeblich aus Stoffresten von Mary Lincolns Kleidern. Im Jahr 1880 suchte sie per Zeitungsannonce im People’s Advocate in Washington, D.C. nach drei jungen Frauen, die sie innerhalb von sechs Monaten zu Schneiderinnen ausbilden wollte.
Trotz des Skandals hatte Keckley nach wie vor Freunde und Bewunderer. So war sie zur Hochzeit des Ehepaares Ester eingeladen und gab der Braut als Geschenk ein paar Ohrringe, die einst Mary Lincoln gehört hatten. Auch gehörte sie nach wie vor zur Gemeinde der Fifteenth Street Presbyterian Church und der Geistliche Dr. Francis Grimke erzählte, dass kleine Mädchen kamen, „nur um einen Blick auf sie zu erhaschen, wenn sie hereinkam. Ihre schöne Gestalt, ihre anmutigen Bewegungen, alles an ihr schien vollkommen.“
Im Jahr 1892 erhielt Keckley eine Anstellung als Leiterin des Domestic Arts Department der Wilberforce University. Zu diesem Zweck zog sie nach Xenia, wo sie Damenschneiderei unterrichtete. Im Jahr 1893 war sie verantwortlich für die Ausstellung der Universität auf der World’s Columbian Exposition, wo u. a. von ihren Schülern angefertigte Kleidungsstücke und ein von ihr gefertigtes Nadelkissen ausgestellt wurden. Wie lange sie in Ohio lebte, ist unklar. Einige Quellen besagten, dass sie bis ca. 1898 dort blieb. Anderen zufolge war sie nach einem Schlaganfall gezwungen, nach nur knapp zwei Jahren zu kündigen. Nach einem kurzen Aufenthalt in Philadelphia kehrte sie schließlich nach Washington, D.C. zurück.
Ihre letzten Jahre verbrachte sie im Home for Destitute Colored Women and Children, zu deutsch ‚Heim für mittellose farbige Frauen und Kinder‘, an dessen Gründung sie maßgeblich beteiligt gewesen war. Ihre einzigen öffentlichen Auftritte in dieser Zeit waren Teilnahme an Gottesdiensten und wöchentliche Kutschfahrten. Möglicherweise lebte sie in dieser Zeit ausschließlich von ihrer Rente für Hinterbliebene, die zwölf Dollar im Monat betrug. Anna Eliza Williams, eine Angestellte des Heims, fragte sie nach ihrem Buch und ob sie es sehen dürfte. Keckley antwortete, „dass ihre Ausgabe verloren ging“ und dass „das Buch ihr viel Leid beschert und sie viele Freunde gekostet hatte“. Zudem war sie verbittert, dass sie für das Buch „keinen einzigen Dollar“ erhielt.
In einem Interview im Minneapolis Register vom 6. Juli 1901 sagte Keckley über ihr Buch: „Sie druckten viele Dinge, die nicht gedruckt werden sollten; viele Dinge, die Leid verursachten, weil sie nicht stimmten.“ Der Bruch mit Mary Lincoln beschäftigte sie bis an ihr Lebensende und bis zuletzt hing ein Foto der First Lady in ihrem Zimmer. Freunden erzählte sie in ihren späten Jahren, dass Mary Lincoln ihr letztendlich verziehen hätte, obwohl es dafür historisch keine Belege gibt.
Am 26. Mai 1907 starb Elizabeth Keckley im Schlaf. Sie wurde auf dem Harmony Cemetery begraben.

## Nachkommen
Aufgrund von sexueller Ausbeutung durch Alexander Kirkland hatte Keckley einen Sohn:
- George William D. Kirkland (* 1839; † 10. August 1861 in der Schlacht am Wilson’s Creek)

Die Ehe mit James Keckley blieb kinderlos.

## Moderne Darstellungen
Elizabeth Keckley ist die Protagonistin der Romane Mrs Keckley Sends Her Regards von Tim Jorgenson (2007) und Mrs. Lincoln’s Dressmaker von Jennifer Chiaverini (2013).
In Steven Spielbergs Film Lincoln spielte Gloria Reuben Elizabeth Keckley.

## Würdigungen
2019 wurde sie in die Anthologie New Daughters of Africa von Margaret Busby aufgenommen.

## Ausgaben

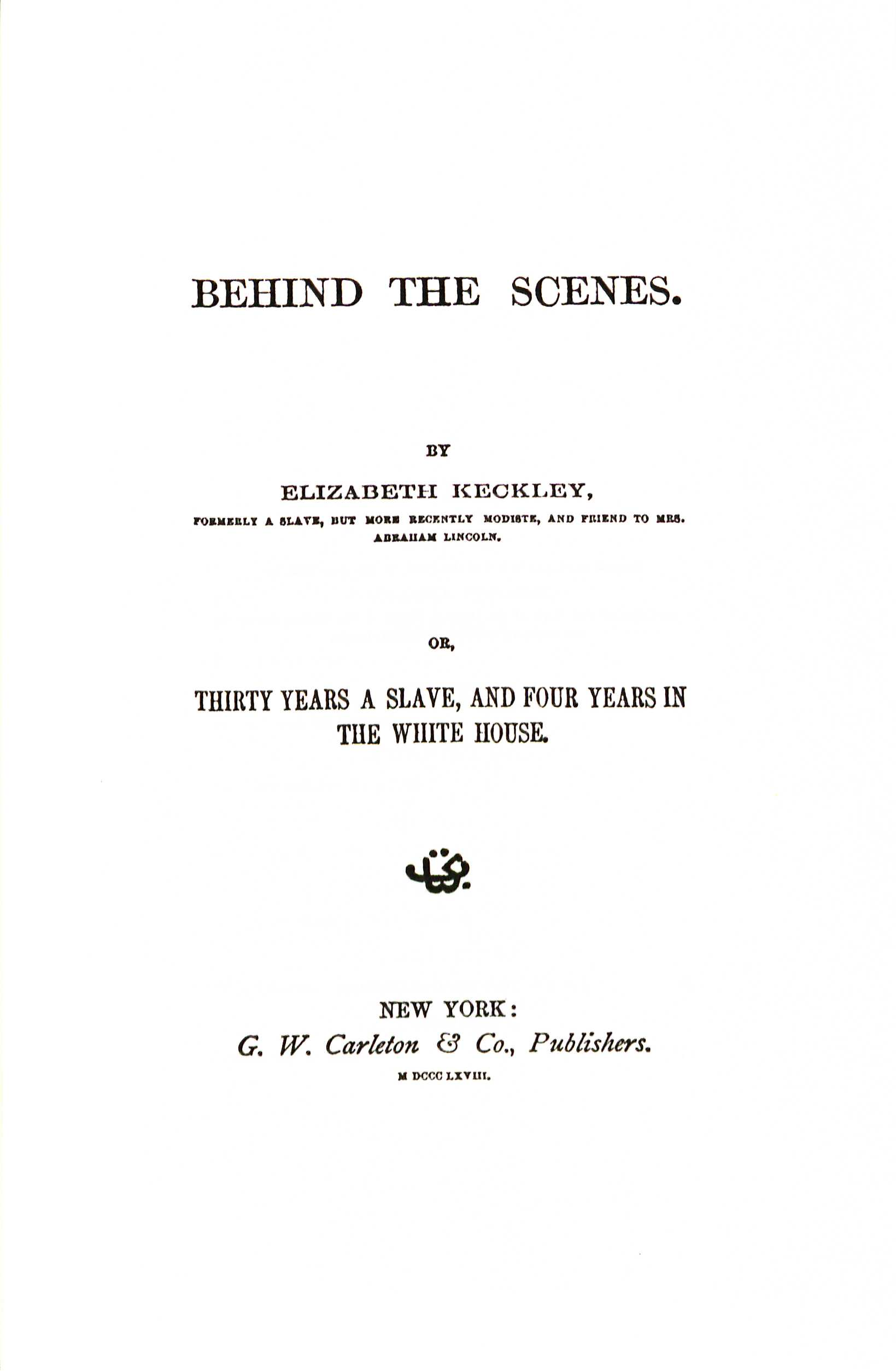
Behind the Scenes (1868)

- Behind the Scenes. Or, Thirty Years a Slave, and Four Years in the White House. G.W. Carleton Co. Publishers, New York 1868, Onlineversion auf The Project Gutenberg.
- Behind the Scenes. Or, Thirty Years a Slave, and Four Years in the White House. Vorwort Henry Louis Gates. Einführung James Olney. New York : Oxford University Press, 1988 (Reprografie, der Text des Originals hat mit Anhang 371 Seiten)
- Behind the Scenes or, Thirty years a slave, and Four Years in the White House. Herausgegeben und kommentiert von Frances Smith Foster. R.R.Donnelly, Chicago, 1998. Taschenbuchausgabe University of Illinois Press, 2001, ISBN 0-252-07020-8.
- Behind the Scenes or, Thirty years a Slave, and Four Years in the White House. In: William L. Andrews (Hrsg.):  Slave narratives after slavery. Oxford Univ. Press, Oxford 2011, ISBN 978-0-19-517942-2, S. 9–130.
- Hinter den Kulissen – Oder: Dreißig Jahre Sklave und vier Jahre im Weißen Haus. conopolist Verlag 2022, ISBN 978-3-9823641-8-6.